# Philípphê Hoàng Triệu Minh
Philípphê Hoàng Triệu Minh (sinh 1954, tiếng Trung:黃兆明, tiếng Anh:Philip Huang Chao-ming) là một giám mục người Đài Loan của Giáo hội Công giáo Rôma. Ông hiện đảm nhận vị trí giám mục chính tòa Giáo phận Hoa Liên.

## Tiểu sử
Giám mục Minh sinh ngày 23 tháng 8 năm 1954, thuộc địa phận Đài Loan. Sau quá trình tu học theo Giáo luật, Phó tế Minh đủ điều kiện và được thụ phong chức vị linh mục vào ngày 12 tháng 4 năm 1983. Giám mục chính tòa Cao Hùng Phaolô Thiện Quốc Tỷ xin Tòa Thánh thêm một giám mục phụ tá. Đáp lại, Tòa Thánh bổ nhiệm linh mục Philípphê Hoàng Triệu Minh làm giám mục phụ tá Cao Hùng, Hiệu tòa Lamphua vào ngày 27 tháng 6 năm 1998. Lễ tấn phong Tân giám mục diễn ra vào ngày 26 tháng 8 sau đó do Tân Hồng y Phaolô Thiện Quốc Tỷ, giám mục chính tòa Cao Hùng, Tổng giám mục Giuse Địch Cương từ Tổng giáo phận Đài Bắc và giám mục Bosco Lâm Cát Nam, giám mục phụ tá Giáo phận Cao Hùng làm phụ phong. Ngày 19 tháng 11 năm 2001, Tòa Thánh quyết định thuyên chuyển giám mục Minh về làm Giám mục Hoa Liên kế nhiệm giám mục Anrê Tiền Chí Thuần về hưu.